# Enrique La Marca
Francisco Enrique La Marca Gutiérrez (Barinas, estado Barinas, Venezuela, 11 de agosto de 1957) es un herpetólogo y ecólogo tropical. 

## Biografía
Hijo de Vincenzo La Marca Zirini (n. 1926 en Noto, Sicilia, Italia) y María Eduvina Gutiérrez . Discípulo de Hobart M. Smith (Universidad de Colorado en Boulder) y John D. Lynch (Universidad de Nebraska-Lincoln).
DesarroIla actividades de docencia (profesor de Biogeografía) y de investigación (Curador de la Colección de Anfibios y Reptiles, Laboratorio de Biogeografía, Escuela de Geografía), en la Universidad de los Andes, en Mérida, Venezuela.
Profesor titular jubilado de la Universidad de Los Andes (ULA), dedicado por más de 40 años al estudio de la herpetofauna de Venezuela. Autor taxonómico de especies en la Clase Amphibia, Orden Anura, y en la Clase Reptiles, Órdenes Sauria y Serpentes. Ha descrito 42 nuevas especies de anfibios y reptiles.
Su producción científica abarca seis libros y más de 200 artículos, la mayoría de ellos publicados en revistas especializadas. Ha recorrido veintitrés países con exploraciones de campo en quince de ellos, ubicados en América del Sur, Central y del Norte, así como Europa y África. Cursó estudios de biología en la ULA (Mérida, Venezuela) y en la Universidad de Colorado (Boulder, CO, USA, bajo la tutoría del doctor Hobart Smith); hizo una maestría en Sistemática y Biogeografía en la Universidad de Nebraska (Lincoln, NE, USA, bajo la tutoría del doctor John D. Lynch). Luego cursó un doctorado en Ecología Tropical en la ULA (bajo la tutoría de los doctores Guillermo Sarmiento y John D. Lynch).
Ha sido asistente de curador en el Museo de Zoología de la Universidad de Colorado, en Boulder; presidente de la Fundación Biogeos para el Estudio de la Diversidad Biológica; Coordinador Jefe del Laboratorio de Biogeografia ULABG, editor jefe y fundador de la revista Herpetotropicos; jefe del Departamento de Geografía Física y director encargado de la Escuela de Geografía en la Facultad de Ciencias Forestales y Ambientales de la ULA. Actualmente dirige el Centro de Conservación REVA (Rescate de Especies Venezolanas de Anfibios). Es Miembro del Grupo de Especialistas en Anfibios de la Unión Internacional para la Conservación de la Naturaleza (UICN).

## Algunos taxones descritos
- Anadia pariaensis
- Anomaloglossus ayarzaguenai
- Anomaloglossus guanayensis
- Anomaloglossus murisipanensis
- Anomaloglossus parimae
- Anomaloglossus praderioi
- Anomaloglossus roraima
- Anomaloglossus tepuyensis
- Aromobates molinarii
- Atelopus chrysocorallus
- Atelopus sorianoi
- Atelopus tamaense
- Atractus eriki
- Atractus meridensis
- Atractus micheleae
- Atractus mijaresi
- Atractus ochrosetrus
- Atractus tamaensis
- Liophis dorsocorallinus
- Mannophryne
- Mannophryne cordilleriana
- Mannophryne yustizi
- Nephelobates
- Pristimantis colostichos
- Pristimantis culatensis
- Pristimantis flabellidiscus
- Pristimantis jabonensis
- Pristimantis kareliae
- Pristimantis pedimontanus
- Pristimantis rhigophilus
- Pristimantis riveroi
- Pristimantis telefericus
- Pristimantis thyellus
- Pristimantis vanadise
- Riolama luridiventris
- Scinax flavidus
- Tepuihyla celsae

## Honores
Varios reconocimientos en diferentes programas de estímulo a la investigación y docencia por parte de entes nacionales como el Fondo Nacional de Investigaciones Científicas y Tecnológicas (FONACIT) y  la Universidad de Los Andes, Mérida: Programa de Promoción del Investigador (PPI), Programa de Estímulo al Investigador (PEI), Comisión Nacional para el Beneficio Académico (CONABA) y la Comisión Nacional de Desarrollo de la Educación Superior (CONADES).

## Taxones epónimos
- Mannophryne lamarcai Mijares-Urrutia & Arends, 1999

## Abreviatura (zoología)
La abreviatura La Marca  se emplea para indicar a Enrique La Marca como autoridad en la descripción y taxonomía en zoología.